# Kathrin Neimke
Kathrin Neimke, född den 18 juli 1966 i Magdeburg, är en tysk före detta friidrottare som tävlade i kulstötning. I början av sin karriär representerade hon Östtyskland.
Neimke tillhörde de främsta kulstötarna under slutet av 1980-talet och början av 1990-talet. Hennes genombrott kom när hon blev tvåa vid VM 1987 i Rom. Hon stötte då 21,21, en längd hon aldrig var i närheten av efter det. Trots detta blev hon slagen av Natalia Lisovskaja. Även vid Olympiska sommarspelen 1988 slutade hon tvåa efter Lisovskaja. 
Vid Olympiska sommarspelen 1992 var hon åter medaljör, då slutade hon trea efter en stöt på 19,78 och vid VM 1993 räckte 19,71 till en bronsmedalj. Hennes sista stora framgång kom vid inomhus-VM 1995 då hon blev guldmedaljör med 19,40. Hennes sista stora final var VM-finalen 1995 då hon blev fyra efter en stöt på 19,30.

## Personliga rekord
- Kulstötning - 21,21 meter